# Nikolaos Skoufas
Nikolaos Skoufas (tiếng Hy Lạp: ?) là một khu tự quản ở vùng Íperos, Hy Lạp. Khu tự quản Nikolaos Skoufas có diện tích 232 km², dân số theo điều tra ngày 18 tháng 3 năm 2001 là 14491 người.